# Arrondissement administratif d'Ostende
L'arrondissement administratif d'Ostende (Oostende en néerlandais) est un des huit arrondissements administratifs de la province de Flandre-Occidentale en Région flamande (Belgique). L’arrondissement a une superficie de 204,60 km2 et possède une population de 160 633 habitants.
L’arrondissement est seulement un arrondissement administratif et non un arrondissement judiciaire. D’un point de vue judiciaire, l’entièreté de l’arrondissement fait partie de l’arrondissement judiciaire de Bruges (Brugge).

## Histoire
L’arrondissement fit son apparition en 1818 à la suite de la fusion de parties prises aux arrondissements de Furnes (Veurnes) et de Bruges (Brugge).

## Communes et leurs sections

### Communes
- Bredene
- Gistel
- Ichtegem
- Le Coq (De Haan)
- Middelkerke
- Ostende (Oostende)
- Oudenburg

### Sections
- Bekegem
- Bredene
- Eernegem
- Ettelgem
- Gistel
- Ichtegem
- Klemskerke
- Leffinge
- Lombartzyde (Lombardsijde)
- Mannekensvere
- Middelkerke
- Moere
- Ostende (Oostende)
- Oudenburg
- Roksem
- Schore
- Saint-Pierre-Capelle (Sint-Pieters-Kapelle)
- Slijpe
- Snaaskerke
- Stene
- Vlissegem
- Wenduine
- Westende
- Westkerke
- Wilskerke
- Zandvoorde
- Zevekote

## Démographie
- Source:Statbel - De:1806 à 1970=recensement de la population au 31 décembre; depuis 1980= population au 1er janvier[1]